# Морачевский, Енджей
Енджей Эдвард Морачевский (пол. Jędrzej Edward Moraczewski; 13 января 1870, Тшемешно, Пруссия — 5 августа 1944, Сулеювек) — польский социалистический политик, военный, профсоюзный и государственный деятель, активист борьбы за независимость, ближайший соратник Юзефа Пилсудского. Участник Первой мировой войны, офицер Польских легионов. Первый глава правительства независимой Польши в 1918—1919 годах. Министр общественных работ в нескольких правительствах. Один из лидеров Польской социалистической партии, соучредитель Польской социалистической партии — Прежней революционной фракции и Центрального объединения классовых профсоюзов. Известен также как политический публицист синдикалистского направления.

## Инженер, подпольщик, депутат
Родился в семье железнодорожного инженера Мацея Морачевского, участника Польского восстания 1863 года. Окончил Львовский политехнический университет. Состоял в студенческой организации Братская помощь, участвовал в студенческих протестах. Постепенно проникся социалистическим мировоззрением. В 1894 году вступил в Галицкую социал-демократическую партию (с 1897 года Польская социал-демократическая партия Галиции и Силезии-Цешина).
Енджей Морачевский прошёл службу в австро-венгерской армии. В 1896 году женился на Зофии Гостковской. Работал железнодорожным инженером, участвовал в строительстве железных дорог в Польше и на Балканах. Одновременно вёл активную политическую деятельность — способствовал изданию партийной газеты Naprzód, помогал в конспиративных перемещениях Юзефа Пилсудского (по паспорту Морачевского Пилсудский в 1905 году посетил Японию, где пытался договориться о совместных действиях против Российской империи).
Морачевский оставил профессиональную карьеру в 1907 году, избравшись от своей партии в австро-венгерский парламент по округу Стрыя и Калуша. Оставался депутатом до 1918 года. Занимался в основном социальным законодательством. Способствовал улучшению условий труда железнодорожников и шахтёров, развитию потребительской кооперации, созданию культурных учреждений для рабочих,

## Первая мировая война. В польском военном движении

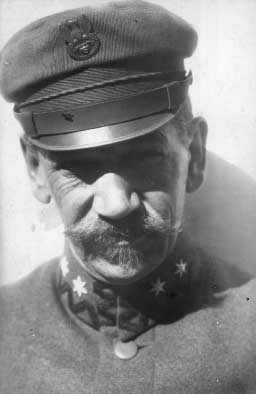
Морачевский в составе Польских легионов

В начале Первой мировой войны Енджей Морачевский участвовал в формировании Польских легионов — национальных частей в составе австро-венгерской армии. Служил в сформированной Юзефом Пилсудским Первой бригаде Легионов. Участвовал в боях, получил звание поручика. Впоследствии, после достижения Польшей независимости, Первая бригада стала своеобразным кадровым резервом для военно-политических организаций Пилсудского.
За участие в польском национальном движении Енджей Морачевский в мае 1917 года был арестован немецкими военными властями в Варшаве. Вскоре его пришлось освободить как депутата парламента. При аресте Пилсудского в июле 1917 года Морачевский фактически замещал его на политическом руководстве конспиративной Польской военной организацией (ПОВ) и другими подпольными структурами.
Политическая деятельность Морачевского отличалась выраженным левым уклоном. Борьба за независимость Польши неразрывно связывалась с социалистическими преобразованиями. Морачевский вёл целенаправленную агитацию в рабочей и крестьянской среде.

## Первый премьер независимости
В начале ноября 1918 года в Люблине было сформировано Временное народное правительство Польской Республики во главе с Игнацы Дашинским. Эта структура придерживалась левой просоциалистической ориентации и противопоставлялась консервативному прогерманскому Регентскому совету в Варшаве. Енджей Морачевский был назначен министром коммуникаций в правительстве Дашинского.
11 ноября 1918 года польские национальные формирования разоружили немецкие войска в Варшаве. В польскую столицу прибыл Юзеф Пилсудский. Регентский совет сложил полномочия. Учреждалась независимая Польша — Вторая Речь Посполитая.
14 ноября 1918 года Юзеф Пилсудский был провозглашён Начальником государства. Через день было сформировано первое правительство Второй Речи Посполитой. Премьер-министром Пилсудский назначил Енджея Морачевского. Также Морачевский возглавил профсоюз железнодорожников и оставался его лидером на протяжении ряда лет.
При назначении премьера Пилсудский поставил условием отказ от социалистического радикализма. Однако правительство Морачевского всего за два месяца провело ряд серьёзных социальных реформ: было введено всеобщее избирательное право, 8-часовой рабочий день, гарантированы профсоюзные права, включая право на забастовку, объявлена программа социального страхования. Эта политика вызвала резкое недовольство консервативных кругов. С другой стороны, противниками Морачевского выступали коммунистические группы, стремившиеся установить режим большевистского типа или присоединить Польшу к Советской России.
4-5 января 1919 года консервативная группировка во главе с полковником Марианом Янушайтисом-Жеготой, князем Евстафием Сапегой, экономистами Мстиславом Дымовским и Ежи Здзиховским попыталась совершить государственный переворот. Отряд националистически настроенных курсантов арестовал нескольких министров во главе с Морачевским. Правительственные войска быстро подавили выступление и освободили арестованных. Однако Юзеф Пилсудский пошёл на уступку правой партии Эндеция. 16 января 1919 года кабинет Морачевского был отправлен в отставку.

## В сейме от ППС
На парламентских выборах 1919 года Енджей Морачевский был избран в сейм от Польской социалистической партии (ППС). Стал вице-маршалом сейма. Тогда же он вошёл в состав Центрального исполнительного комитета ППС.
Политически Морачевский неизменно поддерживал Пилсудского, но занимал леворадикальные позиции в экономических вопросах. Он был сторонником национализации тяжёлой промышленности, выступал за активное государственное регулирование хозяйства. При этом Морачевский был сторонником создания «палаты труда» — корпоративного законодательного органа, формируемого делегированием от промышленников и профсоюзов. Он также призывал заменить регулярную армию всенародным милиционным ополчением. Во внешней политике Морачевский настаивал на присоединении к Польше германских и чехословацкий территорий, населённых поляками.
Енджей Морачевский активно участвовал в польско-советской войне 1920 года. Он возглавлял военный отдел ППС, организовывал отправку добровольцев на фронт и в разведывательно-диверсионные группы. Лично участвовал в боях. был награждён орденом Virtuti Militari и Крестом Храбрых. Впоследствии удостоен Креста Независимости.

## Социалист за Пилсудского
В 1922 году Юзеф Пилсудский, разочарованный политическими неудачами, раздражённый хронической нестабильностью и нападками правой оппозиции, ушёл с поста главы государства. В следующем году он демонстративно отказался от всех государственных постов и удалился в имение в Сулеювеке.

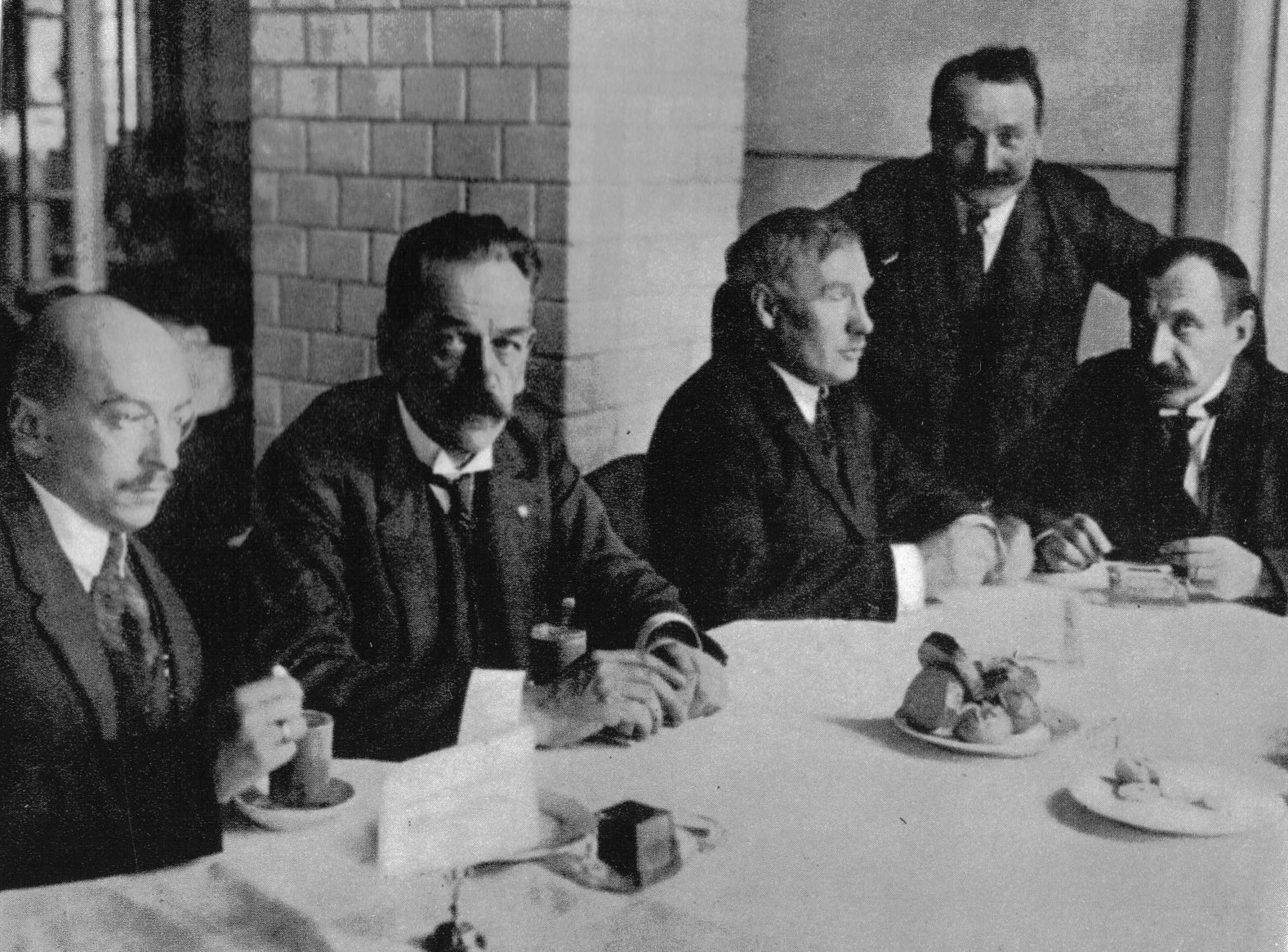
В буфете сейма. Второй слева — Енджей Морачевский; первый справа — Раймунд Яворовский

Енджей Морачевский был одним из лидеров движения пилсудчиков, выступавшего за возвращение Первого маршала к государственному руководству. Ту же позицию занимали активисты ПОВ — Валерий Славек, Александр Пристор, Юзеф Бек, ряд других. В ППС главными сторонниками Пилсудского и ближайшими союзниками Морачевского являлись председатель Варшавского комитета партии Раймунд Яворовский, командир партийной Рабочей милиции Юзеф Локетек, депутат городского совета Варшавы Адам Щипёрский. В органах ППС Морачевский, Яворовский и Щипёрский настаивал на формировании сильной левой оппозиции под эгидой социалистов в поддержку Пилсудского. В то же время не было речи о каком-либо взаимодействии с компартией. Все они стояли на позициях жёсткого антикоммунизма. Боевики милиции Локетека — с санкции Яворовского и при одобрении Морачевского — регулярно вступали в силовое противостояние не только с консерваторами, но и с коммунистами.
В ноябре 1925 года было сформировано коалиционное правительство Эндеции и ППС во главе с правым политиком Александром Скшиньским. Кабинет рассматривался как орган национальной антикризисной консолидации. В него вошёл и Енджей Морачевский, получивший пост министра общественных работ. На министерском посту Морачевский настаивал на скорейшем возвращении Пилсудского к государственной деятельности — что было неприемлемо для правоконсервативных сил. 6 февраля 1926 года Морачевский подал в отставку.

## Министр Санации
Енджей Морачевский решительно поддержал Майский переворот 1926 года. Он сыграл важную роль в победе Пилсудского — возглавляемый им профсоюз железнодорожников заблокировал переброску к Варшаве верных правительству войск.
2 октября 1926 года Морачевский был назначен министром общественных работ в новом правительстве Пилсудского. Его согласие принять назначение вызвало сильное недовольство руководства ППС. Партия, первоначально поддержавшая переворот, в течение нескольких недель оказалась в оппозиции из-за очевидного авторитарного консерватизма, проявляемого Пилсудским. ЦИК ППС потребовал от Морачевского отказаться от министерского поста. Из видных партийных деятелей только Яворовский поддерживал Морачевского. Назначение министром Морачевский принял, отказавшись от занимаемых партийных постов и от депутатского мандата. В сентябре 1927 года он был исключён из ППС.
На министерском посту Енджей Морачевский проводил активную социальную политику. Была развёрнута крупномасштабная программа жилищного строительства для рабочих. Морачевский поставил задачу обеспечить каждую рабочую семью двухкомнатной квартирой. С целью ускорения электрификации и газификации он привлекал в Польшу американский энергетический бизнес.
Режим Санации с самого начала имел явные авторитарные черты. Однако Морачевский видел в нём устранение межпартийной борьбы и переход государства к служению гражданам. Это позволяло ему совмещать собственное демократическое мировоззрение с ролью правительственного функционера.
Привлечение Морачевским иностранного капитала в польскую экономику вызвало протест националистов справа и слева. Под этим давлением он подал в отставку в сентябре 1929 года.

## В партии радикальной пилсудчины
Переход ППС в оппозицию «санационному» режиму побудил социалистов-пилсудчиков к созданию своей политической организации. 17 октября 1928 года на основе варшавской парторганизации была учреждена Польская социалистическая партия — Прежняя революционная фракция. Председателем новой партии стал Раймунд Яворовский, вторым лицом — Енджей Морачевский.
Партийная идеология основывалась на социалистическом популизме и польском национал-патриотизме. Подчёркивались рабочие классовые приоритеты. В программу ППС—Прежней революционной фракции включались требования «расширения экономической демократии», создания «палаты труда», активной социальной политики. В качестве противников рассматривались частнособственнические классы и просоветские коммунисты. Эта враждебность в обе стороны отражалась и в действиях Рабочей милиции, которую по-прежнему возглавлял Юзеф Локетек.
С ППС—Прежней революционной фракцией аффилировалось Центральное объединение классовых профсоюзов (CZKZZ). Теоретически CZKZZ выступало под радикально-социалистическими лозунгами, на практике являлось структурой поддержки Пилсудского в рабочей среде. Именно профобъединение явилось основным полем деятельности Морачевского, долгое время возглавлявшего профсоюз железнодорожников.
В начале 1930-х годов в партии и профсоюзе произошёл раскол. Яворовский, его жена Констанция, Щипёрский, Локетек стояли на идеологизированных позициях «независимого социализма». Морачевский и его сторонники, прежде всего Зигмунт Гардецкий и Медард Довнарович, выступали за абсолютную лояльность Пилсудскому, «беспартийность профсоюзов» и полностью следовали в фарватере Беспартийного блока сотрудничества с правительством. Кроме того, Морачевского не устраивало, что его имя ассоциировалось с криминальной деятельностью таких активистов ППС—Прежняя революционная фракция, как Локетек и Семёнтковский.

## Профсоюзный лидер. Сдвиг влево
В 1931 году Морачевский покинул партию, вывел часть профсоюзов из CZKZZ и создал Союз профессиональных союзов (ZZZ). Морачевский выступал с позиций классового мира, призывал к сотрудничеству работников с работодателями, предлагал заменить забастовки объективным арбитражем. Организация заняла нишу профсоюзной части правящего Беспартийного блока и быстро набрала значительную численность — до 200 тысяч членов (что было сопоставимо с крупнейшим профобъединением Польши, ориентированным на ППС). Однако кончина Юзефа Пилсудского в 1935 году резко подорвала позиции ZZZ и личное влияние Енджея Морачевского.
Во второй половине 1930-х взгляды Морачевского продолжали эволюционировать влево. В его публикациях усилился синдикалистский мотив в духе Сореля и Валуа. Он стал сторонником активной забастовочной борьбы. Кроме того, Морачевский начал выступать за максимальную экономическую автаркию, «опору на собственные силы».
В 1939 году на встрече соратников Пилсудского Енджей Морачевский призвал «вернуться к старым принципам, реализация которых построит будущее польского народа».

## Вторая мировая война. Гибель
В годы Второй мировой войны Морачевский пытался организовывать структуры кооперативной взаимоподдержки. Он поддерживал тайную связь с подпольной организацией Союз польских синдикалистов. Проживал в Сулеювеке.
Енджей Морачевский погиб 5 августа 1944 года от случайной пули в ходе советско-немецких боёв. В 1948 году перезахоронен на кладбище Воинское Повонзки.

## Семья
Зофия Гостковская-Морачевская — жена Енджея Морачевского — также была известным левым политиком, депутатом сейма от ППС, активисткой движения за равноправие женщин. Она пережила мужа на 14 лет и скончалась в 1958 году в ПНР.
Чета Морачевских имела четверых детей. Все они ушли из жизни раньше родителей. Сын Тадеуш умер в младенчестве. 17-летний доброволец Казимеж Морачевский погиб на польско-советской войне. Историк Адам Морачевский умер в 1941 году в Освенциме (у него осталось двое дочерей, Ханна и Кристина). Ванда Морачевская, боец Армии Крайовой, погибла в том же году в варшавской тюрьме Павяк.

## Память
Имя Енджея Морачевского пользуется в современной Польше почётом и уважением. В его честь названы улице в Варшаве, Сулеювеке, Тарнуве, Гожуве-Великопольском.